# پمپاژ لیزری

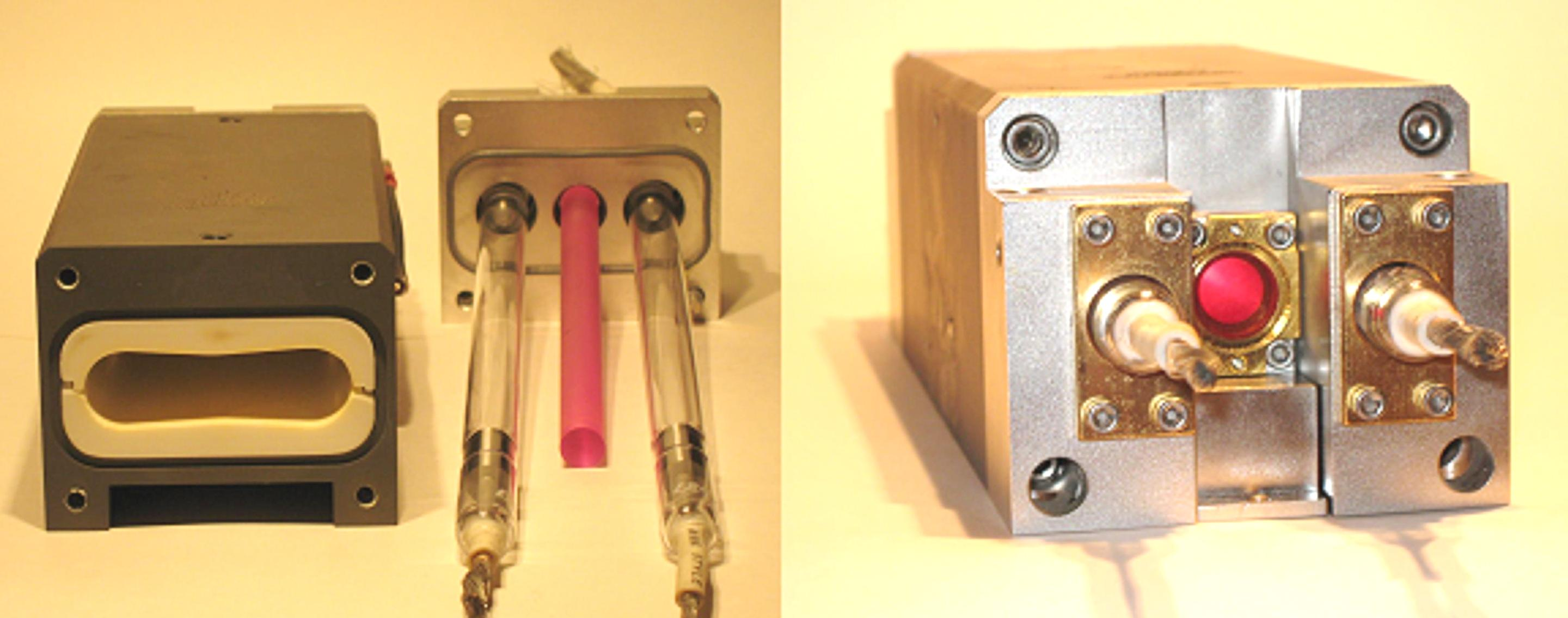
یک سر لیزر روبی. عکس سمت چپ ، سر جدا شده را نشان می‌دهد که حفره‌ی پمپ ، رادها و لامپ‌های فلاش را نشان می دهد. عکس سمت راست سر مونتاژ شده را نشان می‌دهد.

پمپاژ لیزری یا پمپاژ لیزر (انگلیسی: Laser pumping) عمل انتقال انرژی از یک منبع خارجی به محیط بهره لیزر است. انرژی در محیط جذب می‌شود و در اتم‌های آن حالت‌های برانگیخته‌ای ایجاد می‌کند. وقتی تعداد ذرات در یک حالت برانگیخته از تعداد ذرات در حالت پایه یا حالت کم تحریک بیشتر شود، وارونگی جمعیت حاصل می‌شود. در این شرایط، مکانیسم انتشار تحریک شده می‌تواند رخ دهد و محیط می‌تواند به عنوان لیزر یا تقویت کننده نوری عمل کند. توان پمپ باید بالاتر از آستانه لیزر باشد.
انرژی پمپ معمولاً به‌صورت نور یا جریان الکتریکی تأمین می‌شود، اما از منابع ویژه ی دیگر بیشتری مانند واکنش‌های شیمیایی یا هسته‌ای نیز استفاده شده‌است